# Светлый (Кировская область)
Светлый — поселок в Котельничском районе Кировской области, административный центр Светловского сельского поселения.

## География
Располагается на расстоянии примерно 46 км по прямой на запад-юго-запад от райцентра города Котельнич.

## История
Известен с 1978 года, в 1989 году проживало 1879 человек .

## Население
Постоянное население  составляло 1431 человек (русские 96%) в 2002 году, 1129 в 2010.